# .ad
.ad es el dominio de nivel superior geográfico (ccTLD) para Andorra, gestionado por Andorra Telecom, entidad pública andorrana.

## Liberalización del dominio .ad
Hasta mediados de 2024, los dominios .ad únicamente podían ser registrados por empresas andorranas. Estos no podían diferir del nombre de la empresa o marca registrada local. A finales de marzo de 2024 se hizo público que se procedería a la modificación de la normativa vigente.  Por ello, a lo largo los meses siguientes, se permitirá el registro de dominios por parte tanto de particulares como empresas, independientemente de su país de residencia. Además, se permitirán los dominios de fantasía o inventados. 
Esta apertura se llevará a cabo en varias fases a partir del 22 de mayo de 2024, procediendo, finalmente, a la apertura general el 22 de octubre de 2024.
Andorra Telecom dejará de ser el registro de dominios, procediendo únicamente a la gestión de la extensión a partir de entonces. Los titulares de dominios .ad deberán transferir la gestión de su dominio a uno de los registradores acreditados.
Cambia, además, la duración de los registros de periodos de dos años a periodos anuales, permitiendo por tanto, el registro de dominios .ad de uno a diez años, tal y como ocurre en otras extensiones.